# 남문산역
남문산역(Nammunsan station, 南文山驛)은 대한민국 경상남도 진주시 문산읍 삼곡리에 있었던 경전선의 철도역이다. 경상남도 진주시 문산읍(文山邑)에 위치하고 있으나, 경기도 파주시 문산읍(文山邑)에 있는 경의선의 문산역(文山驛)과 역명이 중복되기 때문에 '남부 지방(南)에 있는 문산역(文山)'이라는 의미에서 남문산역이라 명명되었으며 2012년 10월 23일에 경전선 복선이 진주역까지 연장 개통되었을 때 선로가 이설되어 폐역되었다.

## 연혁
- 1925년 6월 15일 : 보통역으로 영업 개시[1]
- 1984년 10월 12일 : 시멘트 사일로 준공
- 1991년 1월 1일 : 소화물 취급 중지[2]
- 2002년 7월 25일 : 역사 신축 준공
- 2003년 12월 30일 : 연동폐색방식 도입(통표 폐지)
- 2006년 11월 15일 : 화물 취급 중지[3]
- 2010년 12월 1일 : 차내취급역 지정
- 2010년 12월 6일 : 무배치간이역으로 격하
- 2012년 10월 23일 : 경전선 마산 - 진주간 복선 개통 및 선로 이설로 폐역